# موستوليس سينترال (محطة مترو أنفاق مدريد)
موستوليس سينترال (بالإسبانية: Móstoles Central)‏ هي محطة مترو أنفاق في مدريد في إسبانيا، تقع على الخط رقم 12.